# Eddie Bernice Johnson

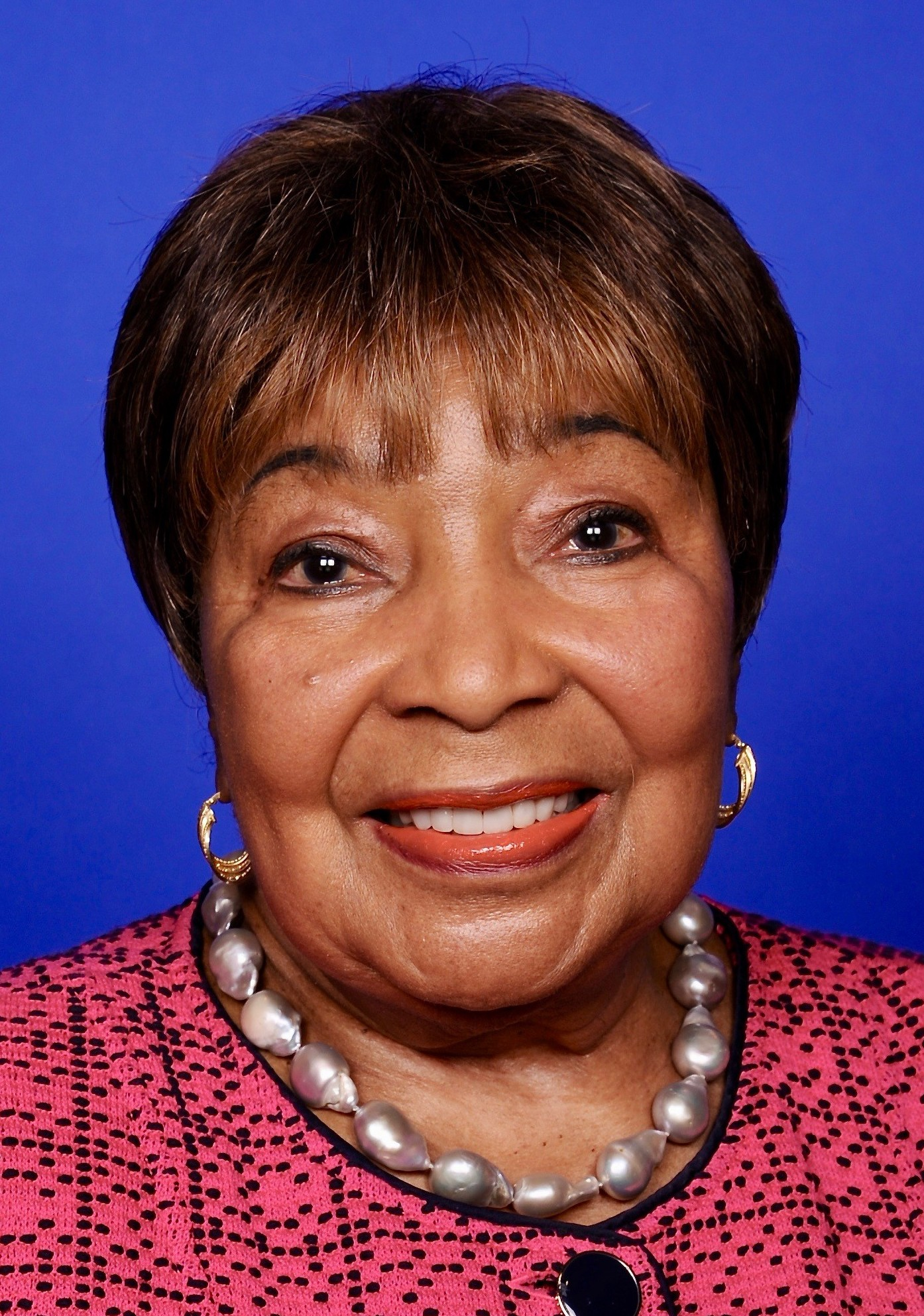
Eddie Bernice Johnson (2018)

Eddie Bernice Johnson (* 3. Dezember 1934 in Waco, McLennan County, Texas; † 31. Dezember 2023) war eine US-amerikanische Politikerin der Demokratischen Partei. Von 1993 bis 2023 vertrat sie den 30. Distrikt des Bundesstaats Texas im US-Repräsentantenhaus.

## Werdegang
Eddie Johnson besuchte bis 1952 die A. J. Moore High School in Waco. Danach studierte sie bis 1955 an der University of Notre Dame in Indiana, wo sie zur Krankenschwester ausgebildet wurde und ihr nursing certificate erhielt. Später studierte sie an der Texas Christian University in Fort Worth und der Southern Methodist University in Dallas, wo sie einen Bachelor of Science und einen Master of Public Administration erwarb. Anschließend arbeitete sie als leitende Psychotherapeutin am Veterans' Administration Hospital in Dallas.
Sie hatte einen Sohn und drei Enkelkinder.

## Politik
Johnson begann als Mitglied der Demokratischen Partei eine politische Laufbahn. Von 1972 bis 1977 war sie Abgeordnete im Repräsentantenhaus von Texas. Von 1977 bis 1981 arbeitete sie für das US-Gesundheitsministerium; 1986 und 1992 gehörte sie dem Staatssenat an.
Bei den Kongresswahlen des Jahres 1992 wurde Eddie Johnson im damals neu geschaffenen 30. Kongresswahlbezirk von Texas in das Repräsentantenhaus der Vereinigten Staaten gewählt, wo sie am 3. Januar 1993 ihr neues Mandat antrat. Sie besiegte Lucy Cain von der Republikanischen Partei und Ken Ashby von der Libertarian Party mit 71,5 % der Stimmen. Sie wurde stets mit mehr als 54 % der Stimmen wiedergewählt. Ihr bestes Ergebnis erzielte sie bei den Wahlen 2004 mit 93 % als nur John Davis  von der Libertarian Party gegen sie kandidierte, das schlechteste Wiederwahlergebnis hatte sie im Jahr 1996 mit 54,6 Prozent der Stimmen. In dieser Wahl traten gleich zwei Republikaner und auch zwei weitere Demokraten sowie drei unabhängige Kandidaten gegen sie an.
Nach dem Tod von Don Young war sie die älteste Abgeordnete im Repräsentantenhaus des 117. Kongresses.
Im November 2021 kündigte Johnson an, nicht für eine weitere Amtszeit bei der Wahl zum Repräsentantenhaus der Vereinigten Staaten 2022 zu kandidieren.

### Ausschüsse
Johnson war zuletzt Mitglied im Committee on Science, Space, and Technology und Committee on Transportation and Infrastructure. Außerdem war sie Mitglied des Congressional Black Caucus, des Congressional Progressive Caucus sowie 25 weiterer Caucuses.

### Positionen
Eddie Johnson leugnete den Völkermord an den Armeniern. Im Rahmen des Dokumentarfilms Architects of Denial (2017) von Dean Cain wurde Johnson gefragt, ob sie leugne, dass der Völkermord an den Armeniern passiert ist, woraufhin sie mit „Ich leugne es“ antwortete.